# FMナイトフィーバー
FMナイトフィーバー(エフエム-)は、ジャパンエフエムネットワーク(JFNC)が制作した音楽番組。

## 概要
この番組は、ディスコナンバーを紹介する番組であった。

当初は23時からの放送だったが、1988年4月改編から22時からの2時間に拡大された。

## パーソナリティ
鈴木しょう治(1985年から時期不明)

ひなた康夫(時期不明から番組終了 次番組「BPM-Beats Per Minute-」でも担当)

## 放送時間
月曜から木曜 23:00-23:55(1985年4月から1988年3月)

月曜から木曜 22:00-23:55 金曜 23:00-23:55(22:55からJFNニュース)

## ネット局
この番組はFM東京制作のサントリー・サウンドマーケット等がネット出来なかったFM三重やFMぐんま向けの番組であった。

FMぐんま 月曜から木曜 22:00-22:55(1988年4月から 途中打ち切り)

FM三重 月曜から木曜 23:00-23:55(1985年4月から1988年3月)→月曜から水曜 22:00-23:55 金曜 23:00-23:55

(木曜22:00からはローカル「FMナイトフィーバー IN ペント2ハウス」が放送されていた)
| JFN系 月曜 - 木曜22時台(1988年4月-) | JFN系 月曜 - 木曜22時台(1988年4月-) | JFN系 月曜 - 木曜22時台(1988年4月-) |
| 前番組                              | 番組名                              | 次番組                              |
| ----------------------------------- | ----------------------------------- | ----------------------------------- |
| 夜のメロディ                        | FMナイトフィーバー                  | 不明                                |
| JFN系 月曜 - 木曜23時台(1985年4月-) |                                     |                                     |
| 不明                                | FMナイトフィーバー                  | BPM-Beats Per Minute-               |